# Ильяшенко, Василий Васильевич
Василий Васильевич Ильяшенко (укр. Василь Васильович Ільяшенко; 5 апреля 1935 — 29 ноября 2014) — советский и украинский киноактёр, кинорежиссёр и сценарист. Режиссёр Киевской киностудии имени А. Довженко. Заслуженный работник культуры УССР (1985), Заслуженный деятель искусств Украины (1998).

## Биография
Родился в 1935 году в селе Чеховка Полтавской области (ныне относится к Черкасской области), в крестьянской семье.
В 1965 году окончил в Москве режиссёрский факультет ВГИК (мастерская С. Герасимова).
С 1967 года — режиссёр на Киевской киностудии имени А. Довженко, с 1990 года — главный редактор киностудии.
Автор книг по теории и истории кино. Лауреат премии Союза кинематографистов Украинской ССР (1981) за книгу «Кинорежиссура» (в соавторстве с Т. В. Левчуком).
Умер в 2014 году в Киеве.

## Фильмография

### Актёр
- 1969 — Дума о Британке — эпизод
- 1992 — Цветение одуванчика — эпизод

### Режиссёр
- 1968 — Берёзовая быль (короткометражный)
- 1969 — Мы с Украины (фильм-спектакль)
- 1970 — Крутой горизонт
- 1973 — Новоселье
- 1976 — На косе (новелла в киноальманахе «Днепровский ветер»)
- 1980 — Красное поле
- 1987 — Суд в Ершовке
- 1989 — Войди в каждый дом
- 1993 — Обет (Украина)
- 1994 — Притча про светлицу (Украина)

### Сценарист
- 1982 — Найди свой дом
- 1993 — Обет (Украина)
- 1994 — Притча про светлицу (Украина)